# Karana decorata
Karana decorata là một loài bướm đêm trong họ Noctuidae.